# Escombres-et-le-Chesnois
 Escombres-et-le-Chesnois  es una población y comuna francesa, en la región de Champaña-Ardenas, departamento de Ardenas, en el distrito de Sedan y cantón de Sedan-Est.

## Demografía
| 303 | 303 | 277 | 240 | 278 | 282 |
| Para los censos de 1962 a 1999 la población legal corresponde a la población sin duplicidades (Fuente: INSEE [Consultar]) |     |     |     |     |     |